# ناطع دباش (البيضاء)
ناطع دباش هي إحدى قرى الجمهورية اليمنية. تتبع جغرافيا لمحافظة البيضاء و إداريًا لمديرية ناطع. يبلغ تعداد سكانها 1204 نسمة حسب الإحصاء الذي أجري عام 2004.